# أحمد حمدي الخياط
أحمد حمدي الخيّاط (1899-1981) هو طبيب سوري، كان أحد الآباء المؤسسين لجامعة دمشق وهو مؤسس نقابة أطباء دمشق. ابنه هو محمد هيثم الخياط.

## حياته
ولد أحمد حمدي الخيّاط لعائلة حرفية في دمشق، اشتهر أبناؤها في الحفر على الخشب وتطعيمه بالصدف وزخرفته. دَرَس في معهد الطب العثماني في دمشق وتخرج منه مع نهاية الحرب العالمية الأولى عام 1918. بعد انسحاب الجيش العثماني من دمشق عُين أحمد حمدي الخيّاط مشرفاً على مؤسسة المصل والجراثيم التي أنشأتها الحكومة العربية على أنقاض مؤسسة حفظ الصحة العثمانية.
سافر إلى باريس لإكمال اختصاصه في معهد لويس باستور ثم انتقل إلى برلين حيث قضى فترة دراسية تعلم فيها اللغة الألمانية. وعاد إلى دمشق مُدرساً لعلم الأحياء المجهري في معهد  الطب العربي في الفترة ما بين 1919 حتى 1923، ثم عضوًا في الهيئة التدريسية في جامعة دمشق حتى عام 1958. وفي هذه الفترة أسس مختبرًا خاصًا للفحوص المخبرية المختلفة والذي كان أول مؤسسة من نوعها في البلاد، كما أنَّ أول ما طُبع من كتب المعهد الطبي العربي، كان كتابه بعنوان «علم الجراثيم» ثم كتابه الثاني «فن الجراثيم».
ساهم الخيّاط في تخريج الدفعة الأولى من طلاب مدرسة الطب العربي عام 1919 من الذين ابتدأت دراستهم العلمية باللغة التركية وأنهوا السنة الأخيرة منها باللغة العربية، وبلغ عددهم ثمانية وأربعين طبيبًا.
في عام 1944، أسس أحمد حمدي الخيّاط مع مجموعة من الأطباء نقابة أطباء دمشق وانتُخب أول نقيبٍ لها في عهد الرئيس شكري القوتلي. وكان على رأس عمله يوم حدوث العدوان الفرنسي على دمشق في 29 مايو (أيار) 1945، حيث حَشد كل أطباء المدينة لإسعاف الجرحى ونقلهم إلى المستشفى الإنكليزي في حي القصّاع. وبعد جلاء الفرنسيين عن سورية عام 1946، أصبح مديرًا لكلية الطب بجامعة دمشق حتى عام 1947.
أحيل عام 1958 إلى التقاعد بعد أربعين عامًا من التدريس، وقد اختاره المجمع العلمي العربي لينتظم فيه عضواً عاملاً فاعتذر، واعتكف في منزله متفرغًا للبحث العلمي، إلى أن وافته المنية في دمشق يوم 4 يوليو (تموز) 1981 عن عمرٍ ناهز 82 عامًا.
اشتهر أحد أبنائه، وهو محمد هيثم الخيّاط، الذي كان كبير مستشاري المدير الإقليمي لمكتب منظمة الصحة العالمية الإقليمي لشرق البحر المتوسط، وعضو مجلس أمناء الاتحاد العالمي لعلماء المسلمين وعضو مجلس أمناء المنظمة الإسلامية للعلوم الطبية ورئيس تحرير المجلة الصحية لشرق المتوسط ومقرر مشروع المعجم الطبي الموحد. كما كان عضوًا في أغلبية مجامع اللغة العربية؛ فهو عضو مجامع اللغة العربية في دمشق وعمان والقاهرة وغيرها. كان أيضًا عضوًا في أكثر من 20 جمعية علمية في مختلف أنحاء العالم.

## مؤلفاته
عمل أحمد حمدي الخياط مع زميله الدكتور مرشد خاطر على تعريب الكثير من الأبحاث الطبية وترجمة مصطلحات معجم «كلير فيل» إلى اللغة العربية. وقد طبع النص العربي لهذا المعجم في مطبعة الجامعة السورية عام 1956، ويبغ عدد كلماته حوالي خمسة عشر ألفًا.
تعاون مع مرشد خاطر على تأليف «معجم العلوم الطبية»، وهو معجم طبي موسوعي يشتمل على مصطلحات طبية مرتبة على أحرف الهجاء الفرنسية. قال عنه أحمد حمدي الخياط: «إنه يضم جهود أساتذة كلية الطب في جامعة دمشق، وما نشروه في مجلة المعهد الطبي العربي وما كتبوه فيما ألفوا من تصانيف ما زالت تشهد لهم بالجد والدأب والعمل المخلص إضافة إلى ما كان قد وضعه الأطباء العرب الأقدمون، ثم ما وضعه الأساتذة الترك يوم كانت مصطلحاتهم كلها عربية أو تكاد، إضافة إلى ما وضعه أساتذة القصر العيني في القاهرة والكلية الأمريكية في بيروت قبل أن يبدل الأجانب لغة التعليم فيهما من العربية إلى الإنكليزية.» وقد نقَّح هذا المعجم وأتمَّه ولده محمّد هيثم الخيّاط، وصدر المجلد الأول منه.